# 벨벳자유꼬리박쥐
벨벳자유꼬리박쥐 또는 팔라스사냥개박쥐(Molossus molossus)는 큰귀박쥐과에 속하는 박쥐의 일종이다. 벨벳자유꼬리박쥐는 중형 크기의 박쥐로 몸길이가 10cm, 날개 폭이 28~33cm 정도이다. 몸은 갈색을 띠지만, 비행을 하는 해질 무렵에 관찰되기 때문에 검게 보일 수 있다. 꼬리는 길고, 꼬리 비막 너머로 뻗어 있다.  귀는 넓고 둥글다. 수관 위와 숲 가장자리 주변, 시냇가와 샘 등의 앞이 트인 장소에 먹이를 구한다. 먹이는 나방과 딱정벌레, 비행 개미 등을 포함하고 있다. 해질녘에 혼자 날며서 공중에서 곤충을 잡는 모습이 주로 관찰된다. 아르헨티나부터 북쪽으로 쿠바와 멕시코까지의 아메리카 대륙에서 서식하며, 미국의 플로리다 키스 제도에서 발견되기도 한다. 카리브 해에서 아주 흔한 박쥐이다.